# ツバメ食品
ツバメ食品株式会社（ツバメしょくひん）は、京都府京都市南区に本社・工場を置くウスターソースを中心とした日本の調味料メーカーである。販売エリアは主に京都府と滋賀県、大阪府、兵庫県、奈良県（それぞれ一部除く）で、地元では“京都の地ソース”として親しまれている。社名の由来は、2本の平行したレールに蒸気機関車を走らせ、「安心」「安全」を第一にレールを延ばし続けていくとの願いから、当時の国鉄の特急列車「つばめ」の名を採用した。キャッチコピーは「都・東寺の味」。

## 沿革
- 1930年（昭和5年）3月 ツバメソースとして勝田啓二郎が個人営業開始
- 1931年（昭和6年）6月 弟・勝田貞之助が経営参加
- 1932年（昭和7年）6月 弟・勝田彦三が経営参加
- 1933年（昭和8年）9月 商標権の係争によりツバメソース商標を一時中断し、H.K.ソース、タワーソースとして営業を継続
- 1936年（昭和11年）11月 ツバメソース商標にて復帰
- 1939年（昭和14年）9月 兄弟3人でツバメソースを開業
- 1941年（昭和16年）11月 京都市南区東九条西明田町26番地に移転
- 1950年（昭和25年）11月 ツバメ食品株式会社設立
- 1972年（昭和47年）1月 製造工程自動化
- 1975年（昭和50年）6月 JAS認定工場となる
- 1988年（昭和63年）11月 新工場建設

## 主な商品
ツバメソース ウスター
創業当時より製造されている旨辛ウスターソース。
ツバメソース ウスター（食堂用）
1963年（昭和38年）発売。企業の食堂向けに吟味した旨口ウスターソース。
ツバメソース ゴールド
ウスターと共に創業当時より製造されている辛口ウスターソース。
ツバメ ビフテキソース
1949年（昭和23年）頃、日本ソース組合の総会が京都で開催された際、東京の大町ソースの大町茂社長のアドバイスをうけて完成させた甘口ウスターソース。
ツバメ とんかつソース
1958年（昭和33年）発売のとんかつ用濃厚ソース。
ツバメ お好みソース
1968年（昭和43年）発売の甘辛系のお好み焼き用濃厚ソース。
ツバメ 焼そばソース
1989年（平成元年）発売の焼きそば用濃厚ソース。
ツバメ オリソース
ウスターソースをタンクで熟成させ、そのタンクの底に溜まったソースを原料に加工した激辛濃厚ソース。